# BNS Bangabandhu
BNS Bangabandhu (Bangla:বানৌজা বঙ্গবন্ধু) là một tàu chiến thuộc Hải quân Bangladesh, và là một trong những hiện đại nhất hiện đang được sử dụng. Tàu hiện đang neo tại Chittagong, phục vụ với "Commodore Commanding BN Flotilla (COMBAN). Khoảng 200 nhân viên phục vụ trên tàu. Loại tàu khu trục này được cho là chiếc tàu khu trục hiện đại nhất trong lớp của nó theo Hải quân Bangladesh.

## Tiểu sử
Được đặt tên theo tên của người khai sinh ra nước Bangladesh Sheikh Mujibur Rahman người thường được gọi là Bangabandhu, tàu khu trục nhỏ có khả năng đóng vai trò chiến đấu, cũng như thực hiện nhiệm vụ hàng hải thời bình. Nó được đóng vào ngày 11 tháng 3 năm 1998 tại Daewoo Shipbuilding & Marine Engineering, Hàn Quốc, và được giao nhiệm vụ vào ngày 20 tháng 6 năm 2001 dưới cái tên "Bangabandhu" của BNS.
Sau đó, tàu đã ngừng hoạt động để thực hiện các công việc sửa chữa bảo hành khác nhau và đặt trong tàu khu trục dự phòng III là tàu chiến DW 2000-H vào ngày 13 tháng 2 năm 2002. Năm 2007, cô được ủy nhiệm làm "Khalid Bin Walid" của BNS. Sau đó vào năm 2009, cô được đổi tên thành "Bangabandhu" của BNS.
Con tàu tham gia vào "Diễn tập Chim ưng hung dữ", Diễn tập quản lý khủng hoảng Đa quốc gia, được tổ chức tại Doha, Qatar vào tháng 11 năm 2012. Trong khi chuyển tiếp sang tập thể dục, tàu khu trục thăm viếng cảng Kochi, Ấn Độ. Con tàu tham gia Hợp tác Phát triển và Tiếp nhận Mặt nước (CARAT), một cuộc tập trận song phương hàng năm với Hải quân Hoa Kỳ, từ năm 2011 đến năm 2015.
Vào ngày 29 tháng 8 năm 2013, tàu đã nhận được "Tiêu chuẩn Quốc gia". Cho đến lúc đó "Bangabandhu" đã phục vụ như là Soái hạm của Hải quân Bangladesh.
Vào 2014, Chuyến bay 370 của Malaysia Airlines, một máy bay 777-200ER mất tích trong khi bay. Do khả năng tìm thấy những đống đổ nát trong Vịnh Bengal, Bangabandhu, cùng với tàu khu trục nhỏ Bản mẫu:BNS, tham gia vào hoạt động tìm kiếm trong khu vực.
Vào ngày 31 tháng 5 năm 2016, tàu đến Colombo, Sri Lanka với 150 tấn hàng cứu trợ cho các nạn nhân của lũ lụt và trượt lở đất do Bão Roanu gây ra. Việc cứu trợ bao gồm thuốc cứu nguy, máy lọc nước, nước uống tinh khiết, lều, thực phẩm và máy phát điện. Nó cũng sẽ tham gia vào các nỗ lực cứu hộ ở đó.

## Thiết kế

### Vũ khí
Loại tàu này được cho là chiếc tàu khu trục hiện đại nhất trong lớp của nó theo thống kê chính thức. Nó được trang bị một số hệ thống tiên tiến nhất; Otomat tên lửa chống tàu Mk.II trên tàu là một hệ thống tên lửa tiên tiến và có khả năng cao với một loạt các 180 kilômét (110 mi); với sự cập nhật giữa các máy bay trực thăng, máy bay hoặc mặt đất được trang bị phù hợp, các tên lửa chống tàu này có thể thay đổi hướng bay giữa các chuyến bay và tàu chiến không cần phải thay đổi vị trí để bắn vào mục tiêu (không giống các tên lửa chống tàu khác). Vào ngày 17 tháng 6 năm 2013 trong cuộc tập trận hàng năm "Sea Thunder 2013", BNS Bangabandhu đã bắn tên lửa Otomat lần đầu tiên. Các tàu khu trục nhỏ sẽ được nâng cấp với sự bổ sung của một quad Otomat chống tàu phóng tên lửa. Thêm vào đó, tàu được trang bị hệ thống tên lửa đất đối không tiên tiến (SAM) dưới dạng 8 FM-90N SAMs (15 kilômét (9,3 mi) range) và 4 Otobreda 40 mm / 70 compact CIWS trong hai đôi gắn kết. Tàu cũng được trang bị 6 324 mm B-515 ống trong hai bộ tăng gấp ba mà cháy các EuroTorp Whitehead A244/S Mod.3 ngư lôi. Tất cả các hệ thống vũ khí này cùng với chiếc Otobreda 76 mm/62 Super Rapid súng cung cấp cho tàu chiến đấu rộng khả năng.
AgustaWestland AW109 Trực thăng trực thăng có thể sử dụng cho mục đích Tìm kiếm và Cứu nạn (SAR).

### Chiến tranh điện tử
Tàu khu trục này được trang bị bộ ESM  Cutlass 242 , có thể hoạt động trong môi trường tín hiệu rất dày đặc (lên đến 500.000 pps). Đối với các biện pháp đối phó điện tử (ECM), con tàu đó đã gây nhiễu "Scorpion 2". Scorpion là một hệ thống RECM để bảo vệ tàu hải quân từ các radar theo dõi và chỉ định mục tiêu, radar kiểm soát hỏa hoạn và những người theo dõi tên lửa RF. Mục đích chính là để bảo vệ chống lại các tên lửa hướng dẫn bằng radar biển. Tích hợp với Cutlass 242, Scorpion có thể cùng lúc kẹt hai mục tiêu ở độ phủ sóng 360 độ. Hệ thống datalink chiến thuật "link Y MK2" được tàu sử dụng để phối hợp các hoạt động của tàu với không gian trên không và các đơn vị trên đất liền để đạt được mục đích của sứ mệnh. Con tàu cũng có hệ thống quản lý chiến đấu "Thales TACTICOS".

## Nhiệm vụ
Vai trò chính của con tàu này là bảo vệ và giám sát của Vùng đặc quyền kinh tế quốc gia. Tàu cũng thực hiện các nhiệm vụ khác nhau của cảnh sát ở ranh giới biển Bangladesh chống lại cướp biển, ô nhiễm môi trường biển, buôn lậu và cũng có thể được triển khai cho hoạt động Tìm kiếm cứu nạn  khi cần thiết.